# Гренвільська складчастість
Гренвільська складчастість (рос. гренвильская складчастость; англ. Grenvillian folding; нім. Grenville Faltung f) — сукупність інтенсивних деформацій, які супроводжувалися глибоким метаморфізмом (на рубежі близько 950 млн років тому) гірських порід. Гренвільського поясу на південно-східній околиці Канадського щита. Корелюють з дальсландською складчастістю (Норвегія і Швеція).